# Abdulrazak Gurnah
Abdulrazak Gurnah (Zanzibar, 20 dicembre 1948) è uno scrittore tanzaniano naturalizzato britannico, vincitore nel 2021 del Premio Nobel per la letteratura.
Scrive in inglese e vive nel Regno Unito. I suoi romanzi più noti sono Paradiso (Paradise, 1994), selezionato per il Booker Prize e per il Whitbread Prize, Il disertore (Desertion, 2005), e Sulla riva del mare (By the Sea, 2001), selezionato per il Booker Prize e finalista per il Los Angeles Times Book Awards.

## Biografia
Nato nel 1948 sull'isola di Zanzibar, al largo della costa dell'Africa orientale e all'epoca facente parte del sultanato di Zanzibar, ha terminato la scuola secondaria nel 1966, due anni dopo la rivoluzione, un periodo fortemente connotato da disordini e violenze. Per proseguire gli studi e fuggire ai conflitti in corso, all'età di diciotto anni si è trasferito con il fratello in Gran Bretagna, presso un cugino che stava svolgendo un dottorato di ricerca in un college a Wye, nel Kent.
Dal 1980 al 1982 Gurnah ha insegnato alla Bayero University, a Kano in Nigeria. Nel 1982 ha conseguito il dottorato di ricerca presso l'Università del Kent, dove dal 1985, fino al suo recente pensionamento, ha insegnato letteratura inglese e postcoloniale.
Il suo primo romanzo, Memory of Departure, completato intorno al 1973, è stato inizialmente rifiutato dalla Heinemann African Writers Series (AWS), la serie che ha fatto conoscere a livello internazionale molti scrittori africani, tra cui Chinua Achebe, Ngũgĩ wa Thiong'o, Buchi Emecheta e Okot p'Bitek, ed è stato pubblicato solo nel 1987 dall'editore londinese Jonathan Cape, cui Gurnah aveva inviato il suo manoscritto, senza servirsi di alcun agente intermediario.
A questo romanzo seguiranno Pilgrims Way (1988), Dottie (1990) e Paradiso (1994), finalista al premio Booker Prize. Le opere successive includono Admiring Silence (1996), Sulla riva del mare (2001), Desertion (2005), The Last Gift (2011), Gravel Heart (2017) e Afterlives (2020).
Temi ricorrenti nei suoi romanzi sono l'esperienza degli immigrati, l'appartenenza e il desiderio, lo spostamento, la memoria e il colonialismo.
Ha curato due volumi di saggi sulla letteratura africana, Essays on African writing: A Re-evaluation (1993) e Essays on African Writing: Contemporary Literature (1995).
Ha pubblicato articoli su numerosi scrittori postcoloniali contemporanei, tra cui VS Naipaul, Zoë Wicomb e Salman Rushdie. Su quest'ultimo autore ha scritto un saggio, The Cambridge Companion to Salman Rushdie, pubblicato da Cambridge University Press nel 2007. Ha lavorato come redattore nella rivista Wasafiri dal 1987.
Gurnah ha supervisionato progetti di ricerca sulla scrittura di Rushdie, Naipaul, GV Desani, Anthony Burgess, Joseph Conrad, George Lamming e Jamaica Kincaid.
Il 7 ottobre 2021 ha vinto il premio Nobel per la letteratura con la seguente motivazione: "per la sua intransigente e compassionevole penetrazione degli effetti del colonialismo e del destino del rifugiato nel divario tra culture e continenti". L'attribuzione del Premio verrà effettuata online a causa dell'emergenza dovuta alla pandemia di COVID-19.

## Temi e personaggi
Gran parte dei romanzi di Gurnah sono ambientati sulla costa dell'Africa orientale e tutti i protagonisti dei suoi romanzi, tranne uno, sono nati a Zanzibar.
Temi ricorrenti nei suoi romanzi sono la memoria, vista anche come strumento per decostruire le narrazioni storiche; l'esperienza dell'emigrazione; il senso di sradicamento provato da chi è costretto dalle circostanze o volontariamente all'esilio, abbandonando la propria terra; il colonialismo; l'ibridismo; l'appartenenza e la ricerca di identità; la critica al dispotismo dei discorsi nazionalisti africani, spesso rappresentata dalle persecuzioni contro gli arabi avvenute durante il periodo della rivoluzione di Zanzibar.
I personaggi delle sue opere - Daud in Pilgrim's Way (1988), la giovane ragazza nera britannica alla ricerca delle proprie radici in Dottie (1990), la narratrice di Admiring Silence (1996), Saleh Omar e Latif Mahmud in Sulla riva del mare (2001) e Rashid in Il Disertore (2005), hanno tutti maturato un'esperienza diretta del razzismo e provato il senso di alienazione.

### Memory of Departure (1987)
L'opera di esordio di Gurnah, interpretabile anche come un romanzo di formazione, anticipa nel titolo due temi, memoria e partenza, che diventeranno una delle cifre narrative dell'autore.
Racconta la vita di Hassan Omar, un adolescente arabo di Kenge, una piccola città dell'Africa orientale, all'epoca della Rivoluzione di Zanzibar, avvenuta poco dopo la proclamata indipendenza dal Regno Unito. I cambiamenti sociopolitici allora in atto, e il livello di violenza diffusa, aggravata dal conflitto etnico fra arabi e indigeni africani, trovano il corrispettivo nella famiglia di Omar, dove il padre ubriacone e licenzioso soggioga e maltratta la moglie, rassegnata e senza speranza di riscatto. Omar, terminata la scuola, decide di lasciare il suo paese per proseguire gli studi all'estero, e parte per la Nigeria per chiedere aiuto finanziario allo zio materno, un benestante imprenditore di Nairobi. Giunto in questo paese, conosce una realtà fatta di lusso ma anche di crudeltà, intraprende una storia d'amore con la cugina Salma che avrà per conseguenza il tradimento della fiducia dello zio e si concluderà con il ritorno a casa, a bordo della nave per Madras.

## Opere

### Romanzi
- (EN) Memory of Departure (1987)
- (EN) Pilgrims Way (1988)
- (EN) Dottie (1990)
- (EN) Paradise (1994).
  - Paradiso, traduzione di Laura Noulian, Garzanti, Milano 2007, ISBN 9788811683223.
  - Paradiso, traduzione di Alberto Pezzotta, La Nave di Teseo, Milano 2022, ISBN 9788834609644.
- (EN) Admiring Silence (1996)
- (EN) By the Sea (2001).
  - Sulla riva del mare, traduzione di Alberto Cristofori, Garzanti, Milano 2002, ISBN 9788811664901.
  - Sulla riva del mare, traduzione di Alberto Cristofori, La Nave di Teseo, Milano 2021, ISBN 9788834609682.
- (EN) Desertion (2005).
  -  Il disertore, traduzione di Laura Noulian, 1ª ed., Milano, Garzanti, 2006, ISBN 88-11-68321-1.
  -  Il disertore, traduzione di Alberto Cristofori, Milano, La nave di Teseo, 2022, ISBN 9788834612248.
- (EN) The Last Gift (2011)
  - L'ultimo dono, traduzione di Alberto Cristofori, La Nave di Teseo, Milano 2024, ISBN 9788834617069.
- (EN) Gravel Heart (2017)
  - Cuore di ghiaia, traduzione di Alberto Cristofori, La Nave di Teseo, Milano 2023, ISBN 9788834614228.
- (EN) Afterlives (2020)
  - Voci in fuga, traduzione di Alberto Cristofori, La Nave di Teseo, Milano 2022, ISBN 9788834609767.

### Raccolte di racconti
- (EN) The collected stories of Abdulrazak Gurnah (2004)
- (EN) My Mother Lived on a Farm in Africa (2006)

### Saggi
- (EN) Essays on African writing, 2 voll. (1993-1995)
- (EN) The Cambridge Companion to Salman Rushdie (2007)